# 張格爾之亂
张格尔之乱是指从1820年开始至1828年止由白山派和卓张格尔率众在新疆南部发动的叛乱。叛乱延续八年之久，喀什噶尔、英吉沙尔、叶尔羌、和阗等城一度被攻陷。整个过程中浩罕出动军队逾万人支持张格尔。最终被清朝所平定。
張格爾早年在喀布爾（今属阿富汗）求學，欲恢復其祖先阿帕克和卓的統治。從嘉慶二十五年（1820年）起，先後三次潛入南疆扇动叛亂。張格爾與浩罕伯克商定，事成之後，向浩罕割讓天山南路的喀什噶爾（今喀什市），並平分喀什噶爾等城的人口和財產。道光五年（1825）九月，清朝領隊大臣巴彥巴圖出兵200人進擊，未遇張格爾叛军，竟殺害無辜的布魯特人民100餘人。此舉引起布魯特人民的憤怒，轉而支持張格爾叛军。
道光六年（1826年），張格爾以禮拜其祖先麻札（墳墓）為名發動叛乱，清廷派兵出擊，張格爾却輕易突圍而出。這時各回民響應，日以萬計。張格爾把握時機進攻喀什噶爾（今喀什），先後攻佔喀什噶爾、英吉沙爾（今英吉沙）、葉爾羌（今莎車）、和闐（今和田）四城，喀什噶爾參贊大臣慶祥戰死殉国。此時浩罕亦出动军队逾1万人支援张格尔叛军。清政府命伊犁將軍長齡與陝甘總督楊遇春、山東巡撫武隆阿、擴肅提督齊慎等調集吉林、黑龍江、陝西、甘肅、四川清軍3萬餘人，于道光六年（1826年）十二月，三軍會師於阿克蘇，準備收復喀什噶爾等城。時值寒冬，道光帝諭旨特賞三人貂皮馬褂各一件。道光七年（1827年）二月，清軍主力西進，長齡親率滿漢步馬官兵2萬餘人，分前後兩路，前進討伐張格爾叛军。清軍一路勢如破竹，接連在洋阿爾巴特、沙布都爾回莊以及阿瓦巴特等地擊敗張格爾叛軍。是年三月初一日收復喀什噶爾城，之後再接連收復英吉沙爾、葉爾羌與和闐等城。道光七年（1827年）八月，楊芳帶兵前往達爾瓦斯地方追拏張格爾，误中埋伏，幾經鏖戰始得脫險。清廷以久未生擒張格爾本人深感不滿。是年十一月，長齡和武隆阿遭革職留任，再以那彥成為欽差大臣，替代長齡籌辦善後事宜。十二月，清軍故布疑陣，透過間諜散播退兵的假消息。道光八年（1828年）初，張格爾中計，率領500騎兵出襲喀什噶爾城，中途被发觉而反向奔逃。楊芳与伊萨克等人急驰追赶一昼夜，张格尔逃至喀尔铁盖山，仅剩30余骑，弃马登山。遭杨芳副将胡超、段永福伏击生擒，解至北京，道光帝下令在午门举行献俘仪式，寸磔喂狗。
清廷為平此亂，所用多为嘉慶年間平定川楚教亂的老將，擁有一定的作戰經驗。此战清廷用兵36000人、耗銀1000萬餘兩，並徵集軍馬2萬餘匹，駱駝1萬餘峰，最终得以迅速平亂。由於浩罕商人曾助张格尔作乱，清政府于道光八年（1828年）下令稽查在喀什噶尔等地有安家置产的浩罕人，分年驱逐。